# Colorado Rapids
Colorado Rapids es un club de fútbol de Estados Unidos, de la ciudad de Denver, Colorado. Fue fundado en 1995, y juega en la Conferencia Oeste de la Major League Soccer de los Estados Unidos.

## Historia
Fue fundado en 1995, es uno de los equipos fundadores de la MLS. En la Temporada 1997 logró llegar a la final de la MLS Cup pero perdió por 2-1 ante el D.C. United. En 1999 llegó a la final de la U.S. Open Cup pero perdió 2-0 ante Rochester Raging Rhinos de segunda división. En la Temporada 2010 se consagró campeón de la MLS Cup derrotando en la final a FC Dallas por 2-1.
En 2011 tuvo su primera participación internacional en la fase de grupos en la Concacaf Liga Campeones 2011-2012 y quedando eliminado en fase de grupos. 
Su principal rival es el Real Salt Lake, que disputa la  Rocky Mountain Cup desde 2005. Ha ganado tres veces en 2005, 2006 y 2013.
El 24 de julio de 2018, fue repercusión al vencer en los penales a Boca Juniors, en un partido amistoso disputado en el Dick's Sporting Goods Park. El partido finalizó igualado 2 a 2, luego de que el equipo visitante iniciara ganando con los goles de Wilmar Barrios y Sebastián Villa, y fuera igualado por los goles de Yannick Boli y Enzo Martínez para los locales, y se definió desde los penales donde Colorado se impuso por 4 a 3.

## Uniforme
- Uniforme titular: Camiseta granate, pantalón celeste y medias celestes.
- Uniforme alternativo: Camiseta blanca, pantalón blanco y medias blancas.

### Evolución del uniforme

#### Local
| 2006      | 2007–2008 | 2009–2010 | 2011–2012 | 2013 | 2014–2015 | 2016–2017 | 2018–2019 | 2020–2021 |
| 2022–2023 | 2024–     |           |           |      |           |           |           |           |

#### Visita
| 2006      | 2007–2008 | 2009–2010 | 2011–2012 | 2013-2014 | 2015-2016 | 2017–2018 | 2019-2020 | 2021-2022 |
| 2023-2024 | 2025-     |           |           |           |           |           |           |           |

#### Tercero
| 2007-2008 |

## Estadio

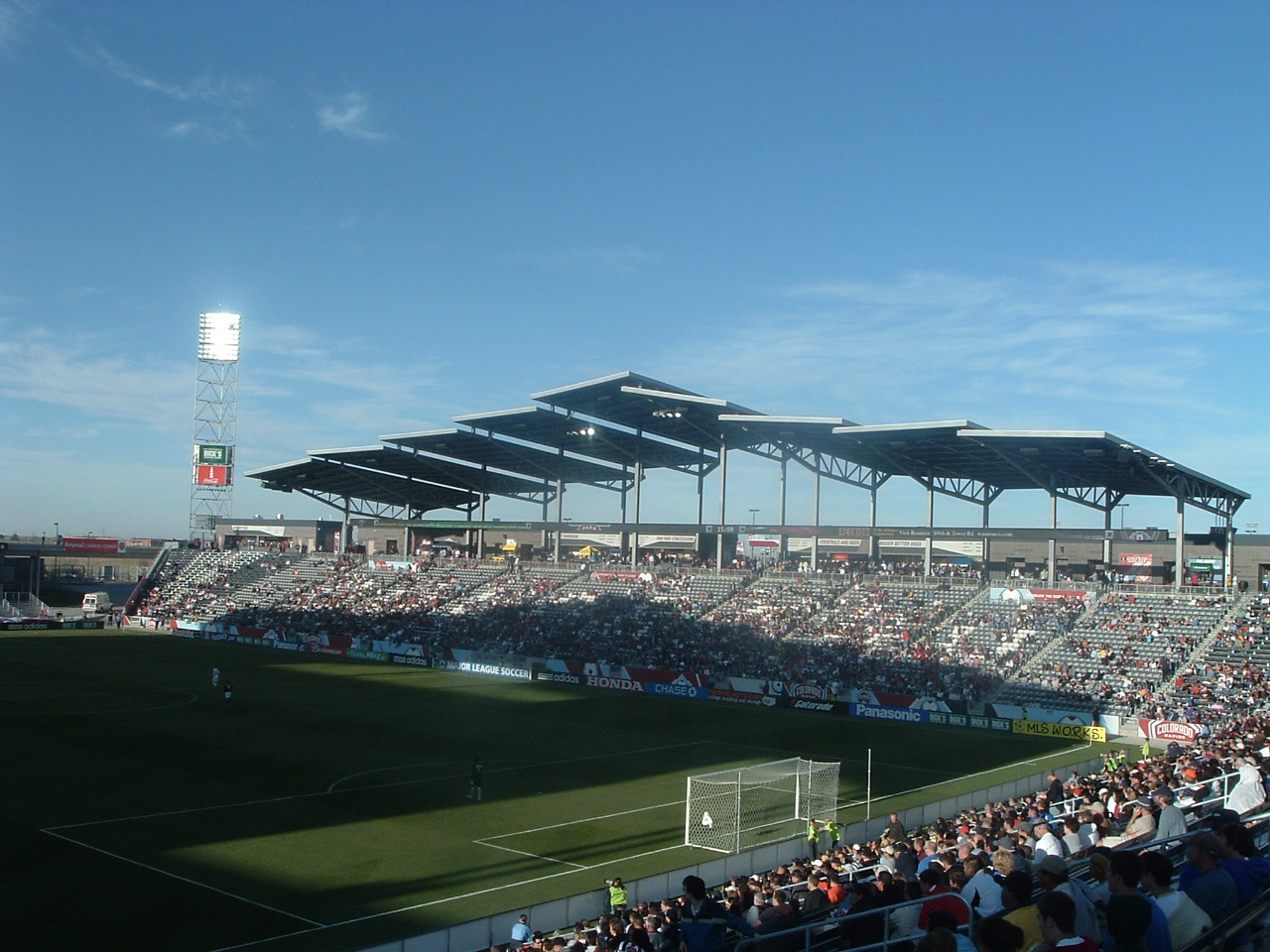
Dick's Sporting Goods Park sede del Colorado Rapids desde 2007.

- Mile High Stadium; Denver, Colorado (1996-2001)
- Invesco Field at Mile High; Denver, Colorado (2002-2006)
- Dick's Sporting Goods Park; Commerce City, Colorado (2007-presente)

Jugaba anteriormente en el Mile High Stadium desde 1996 a 2001. Hasta la temporada 2006 jugó en el Invesco Field at Mile High, sede del equipo de fútbol americano de la NFL Denver Broncos. El traslado al Dick's Sporting Goods Park, un estadio específico de fútbol soccer sucedió en 2007.

## Datos del Club
- Temporadas en MLS: 18: (1996-Presente).
- Mayor goleada conseguida:
- En torneos internaciones: 1-3 a Isidro Metapán, durante la liga de campeones de la concacaf 2011-2012.
- Mayor goleada encajada:
  - En campeonatos nacionales:
  - En torneos internacionales: Colorado Rapids 1-4 Santos Laguna (13 de septiembre de 2011).
- Mejor puesto en la liga: 1.º (2010).
- Peor puesto en la liga: 9.º (2009).
- Máximo goleador:  Conor Casey (52).
- Más partidos disputados:  Pablo Mastroeni  (245).
- Participaciones en torneos internacionales oficiales (1):
  - Liga de Campeones de la Concacaf (1): 2011-12.

## Jugadores

### Más apariciones en club
- Actualizado al 30 de diciembre de 2024.

| # | Jugador           | Años                | Liga | Playoffs | Copas Nacionales | Copas Internacionales | Total |
| - | ----------------- | ------------------- | ---- | -------- | ---------------- | --------------------- | ----- |
| 1 | Pablo Mastroeni   | 2002–2013           | 225  | 19       | 0                | 1                     | 245   |
| 2 | Drew Moor         | 2009–2015 2019–2022 | 210  | 7        | 2                | 4                     | 223   |
| 3 | Chris Henderson   | 1996–1999 2001–2006 | 178  | 16       | 3                | 0                     | 197   |
| 4 | Keegan Rosenberry | 2018–               | 172  | 4        | 4                | 11                    | 191   |
| 5 | Marcelo Balboa    | 1996–2002           | 151  | 12       | 5                | 0                     | 168   |

### Máximos goleadores
- Actualizado al 30 de diciembre de 2024.

| # | Jugador       | Años      | Liga | Playoffs | Copas Nacionales | Copas Internacionales | Total |
| - | ------------- | --------- | ---- | -------- | ---------------- | --------------------- | ----- |
| 1 | Conor Casey   | 2007–2012 | 50   | 2        | 0                | 0                     | 52    |
| 2 | Paul Bravo    | 1996–2002 | 39   | 5        | 1                | 0                     | 45    |
| 3 | Omar Cummings | 2007–2013 | 39   | 1        | 0                | 1                     | 41    |
| 4 | Diego Rubio   | 2018–2024 | 38   | 0        | 1                | 1                     | 40    |
| 5 | John Spencer  | 2001–2005 | 37   | 2        | 0                | 0                     | 39    |

## Entrenadores

### Cronología de entrenadores
| Entrenador       | Años      |
| ---------------- | --------- |
| Bob Houghton     | 1996      |
| Roy Wegerle      | 1996      |
| Glenn Myernick   | 1996–2000 |
| Tim Hankinson    | 2001–2004 |
| Fernando Clavijo | 2004–2008 |
| Gary Smith       | 2006–2011 |
| Óscar Pareja     | 2012–2014 |
| Pablo Mastroeni  | 2014–2017 |
| Steve Cooke      | 2017      |
| Anthony Hudson   | 2017–2019 |
| Conor Casey      | 2019      |
| Robin Fraser     | 2019–2023 |
| Chris Little     | 2023      |
| Chris Armas      | 2023–     |

## Palmarés

### Torneos nacionales
| Competición nacional           | Títulos     | Subcampeonatos |
| ------------------------------ | ----------- | -------------- |
| Major League Soccer (1/1)      | 2010.       | 1997.          |
| MLS Supporters' Shield (0/1)   |             | 2016.          |
| Lamar Hunt U.S. Open Cup (0/1) |             | 1999.          |
| MLS Reserve League (2/0)       | 2006, 2007. |                |

### Torneos amistosos
| Competición nacional      | Títulos                | Subcampeonatos                                                    |
| ------------------------- | ---------------------- | ----------------------------------------------------------------- |
| Rocky Mountain Cup (4/11) | 2005, 2006, 2013, 2015 | 2007, 2008, 2009, 2010, 2011, 2012, 2014, 2016, 2017, 2018, 2019. |